# Evgueni Wulff
Evgueni Vladimirovitch Wulff (en russe : Евге́ний Влади́мирович Вульф), né le 25 mai (6 juin) 1885 à Simféropol et décédé le 21 décembre 1941 à Léningrad, est un botaniste soviétique, spécialiste de géobotanique et de la flore de Crimée.

## Carrière

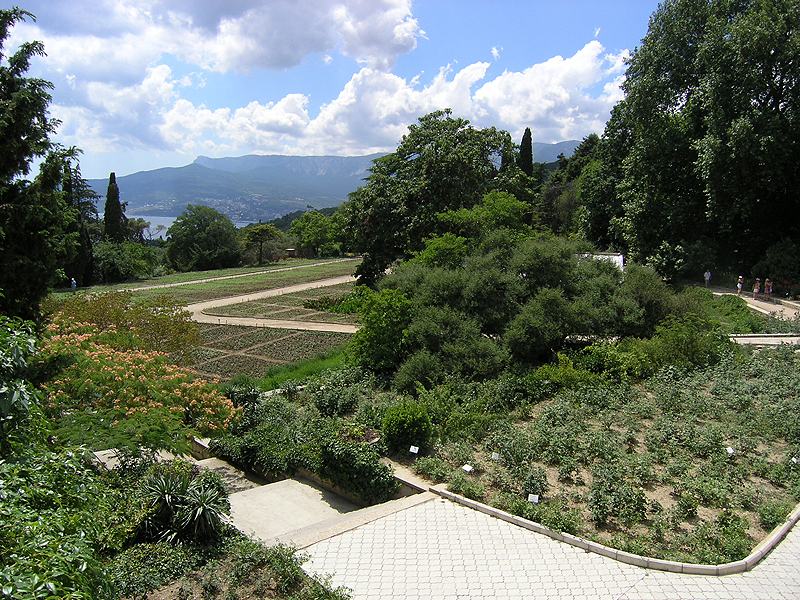
Vue du jardin botanique de Nikita

Wulff naît en Crimée d'une famille d'origine germano-balte russifiée. Il poursuit ses études à l'université de Moscou (1903-1906), puis à l'université de Vienne, où il obtient un doctorat de troisième cycle en 1909. Il est nommé botaniste au jardin botanique de Nikita, près de Yalta. Il y travaille de 1914 à 1926, notamment avec le professeur Kouznetsov avec lequel il fonde un herbier. Il étudie spécialement la flore de Crimée et publie Flora Taurica (Flore de Tauride) en plusieurs volumes. Il est professeur à l'université de Tauride (Simféropol) de 1921 à 1926. Il est ensuite nommé à l'institut Vavilov de Léningrad, où il s'intéresse particulièrement à l'histoire végétale. Il publie en 1932 un ouvrage à ce sujet qui fait autorité et qui est traduit en anglais et publié en Occident de manière posthume. Il est considéré au XXe siècle comme un ouvrage de référence pour l'évolution de la géographie des plantes.
En 1934, Evgueni Wulff est nommé professeur à l'institut pédagogique Pokrovski, où il enseigne la botanique parallèlement à ses recherches à l'institut Vavilov. Il publie en 1936 Géographie historique des plantes, dont une édition augmentée paraît après sa mort.
Il meurt en 1941 pendant le siège de Léningrad, tué par une bombe explosive allemande.

## Hommages
- Plusieurs espèces sont nommées en son honneur dont Chamaecytisus wulffii en 1945 par le professeur Vitali Kretchetovitch.

## Quelques publications
- Ареал и возраст [Aire et Âge] // Труды по прикладной ботанике, генетике и селекции. 1927. Т. 17, вып. 4. pp. 515–538
- Введение в историческую географию растений. [Présentation de la géographie historique des plantes] — Moscou: Сельхозгиз, 1932
- Опыт деления земного шара на растительные области на основе количественного распределения видов [Essai de division du globe terrestre dans le domaine végétal selon la distribution quantitative des espèces] // Труды по прикладной ботанике, генетике и селекции. Сер. 1. 1934. Вып. 2. pp. 3–67
- Историческая география растений. [Géographie historique des plantes] — Moscou; Léningrad: Издательство АН СССР, 1936
- Полиплоидия и географическое распространение растений [ Polyploïdie et distribution géographique des plantes] // Успехи современной биологии. 1937. Т. 7, вып. 2. pp. 161–197
- Историческая география растений. История флор земного шара. [Géographie historique des plantes. Histoire de la flore du globe terrestre]  — Moscou; Léningrad: Издательство АН СССР, 1944

### Traductions en anglais
- An Introduction to Historical Plant Geography. — Waltham, MA: Chronica Botanica Co., 1943

## Source
- (ru) Cet article est partiellement ou en totalité issu de l’article de Wikipédia en russe intitulé « Вульф, Евгений Владимирович » (voir la liste des auteurs).

E.Wulff est l’abréviation botanique standard de Evgueni Wulff.
Consulter la liste des abréviations d'auteur en botanique ou la liste des plantes assignées à cet auteur par l'IPNI, la liste des champignons assignés par MycoBank, la liste des algues assignées par l'AlgaeBase et la liste des fossiles assignés à cet auteur par l'IFPNI.